# Овражне (Черняховський район)
Овражне (рос. Овражное) — селище Черняховського району, Калінінградської області Росії. Входить до складу Калузького сільського поселення.
Населення —  40 осіб (2015 рік). 

## Населення
| 2010 |
| ---- |
| 40   |